# Суперпрезидентская республика
Суперпрезидентская (ультрапрезидентская, сверхпрезидентская) республика (англ. superpresidency, superpresidentialism) — система государственного правления, являющаяся одной из форм авторитаризма, при которой принцип разделения властей декларируется, но соблюдается лишь внешним образом и в действительности все ветви власти сосредоточены по большей части в руках у президента и подконтрольных ему административных органов.

## Особенности
Зачастую президент в суперпрезидентской республике возглавляет правительство, будучи при этом лидером правящей партии (которая при этом может быть единственной или пользоваться значительными внеконституционными преимуществами перед другими партиями). При этом в суперпрезидентской республике предусматриваемый национальной конституцией «диапазон возможного использования президентом его чрезвычайных полномочий более обширен, чем в обычной президентской республике»: конституционные полномочия президента предусматривают издание указов, имеющих силу закона, возможность распускать парламент своим решением, смещать министров и руководителей административно-территориальных образований и т. д. Установление в стране суперпрезидентской республики может приводить к замене периодического избрания нового главы государства установлением режима «пожизненного президентства» (референдумом или голосованием полностью контролируемого президентом парламента) и/или фактическим назначением нового президента решением предыдущего, с последующим формальным утверждением этого решения на выборах.

## Виды суперпрезидентской республики
В. Е. Чиркин в монографии «Конституционное право зарубежных стран» (1997) выделяет три вида суперпрезидентских республик:
1. президентско-монократическая республика — форма правления, при которой президенты возглавляют единственную разрешённую партию, являющуюся носительницей официально провозглашённой обязательной идеологии (Гана при Кваме Нкруме, Гвинея при Ахмеде Секу Туре, Заир при Мобуту и др.);
2. президентско-милитарная республика — форма правления, устанавливающаяся в результате военного переворота с провозглашением его руководителя главой страны (Чили при Пиночете и др.);
3. президентская республика в странах с социалистической идеологией (Ангола, Бенин, Республика Конго, Мозамбик), где президент избирается высшим органом единственной в стране правящей партии, — дополняя В. Е. Чиркина, казанский политолог О. И. Зазнаев предлагает называть этот вид президентско-партократической республикой[3].

## Страны с суперпрезидентским режимом
О суперпрезидентской республике принято говорить применительно к странам Латинской Америки, особенно в XIX веке, а также ряду стран Африки и постсоветского пространства: России, Белоруссии, Азербайджану и среднеазиатским республикам (за исключением Киргизии). Сопредседатель оппозиционной партии «Ак жол» Алтынбек Сарсенбаев называл Казахстан суперпрезидентской страной.

### Россия
Представление о современной России как о суперпрезидентском режиме развивается, например, в работах американского политолога Стивена Фиша; по мнению Фиша, в России имеет место «раздутая и сверхмощная исполнительная власть, не уравновешиваемая ни законодательной, ни судебной и не подотчётная им», и именно это «подорвало легитимность постсоветского режима и, возможно, даже самой демократии; остановило развитие негосударственных политических организаций; воспрепятствовало формированию эффективного государства; помешало появлению ответственного правительства».
О суперпрезидентском характере режима, установившегося в России в 1993 году, пишет также политолог Лилия Шевцова.
В феврале 2020 года бывший помощник президента РФ Владислав Сурков в интервью отметил: «У нас уже по факту, естественным образом сложилась не просто президентская, а гиперпрезидентская форма правления».